# Socobanque
De Société congolaise de Banque, afgekort Socobanque, was een Belgisch-Congolese en later Congolese bank. Na 1970 werd de bank achtereenvolgens Banque du Peuple, Banque zaïroise du commerce extérieur en Banque congolaise du commerce extérieur genoemd. De bank was tot 2002 in Léopoldville (later Kinshasa) actief.

## Geschiedenis
De Socobanque werd in 1947 opgericht door de in Brussel gevestigde Banque de Reports et de Dépôts (BRD) als haar dochteronderneming in Belgisch-Congo. In 1953 kwam de bank onder controle van Banque Lambert, toen deze de BRD overnam. In 1961 hielp de Banque Lambert bij de oprichting van de in Genève gevestigde Société financière pour les pays d'outre-mer (SFOM) met als doel de investeringen van haar aandeelhouders in Afrika te bundelen. De oprichters van SFOM waren de Banque Lambert, de Banque nationale pour le commerce et l'industrie (Frankrijk) en haar Afrikaanse dochter BNCI-Afrique, Bank of America (VS) en de Banca d'America e d'Italia (Italië). In 1964 sloot de Commerzbank (Duitsland) zich aan. Als gevolg hiervan werd SFOM de controleaandeelhouder van de Socobanque.
In 1970, na vermeende belastingonregelmatigheden, werd Socobanque door de Congolese regering in beslag genomen en hernoemd tot de Banque du Peuple. In 1978 werd ze genationaliseerd. In 1987 behoorde de bank nog steeds tot de drie grootste banken van Zaïre.
Later werd de Banque du Peuple opnieuw hernoemd tot Banque zaïroise du commerce extérieur (BZCE). Na de naamsverandering van het land in 1997 werd de bank hernoemd tot Banque congolaise du commerce extérieur (BCCE).
De BCCE werd in 2002 geliquideerd.